# PalaJacazzi
Il PalaJacazzi è un'arena coperta di Aversa.

## Storia
Il PalaJacazzi, edificato nel 1997 con una spesa di circa tre miliardi di lire e chiamato originariamente Palazzetto dello Sport, per poi essere dedicato dal 2004 a Maria Teresa Jacazzi, viene utilizzato sia per attività sportive, soprattutto come palestra e per gare di pallavolo e calcio a 5, sia per attività ludiche, come concerti musicali o spettacoli.
Il palazzetto ospita le gare casalinghe delle squadre di pallavolo maschile della Virtus Aversa e di calcio a 5 maschile del Napoli; ha inoltre ospitato quelle di pallavolo femminile della Libertas Aversa e maschile dell'Aversa. Nel 2003, al suo interno, si sono disputate alcune gare del campionato europeo di calcio a 5. Dal 3 all'11 luglio 2019, durante la XXX Universiade di Napoli, ha ospitato alcune gare di pallacanestro sia maschile che femminile.